# Wilhelm Niedermayer
Wilhelm Niedermayer (* 30. September 1899 in Passau; † 8. Januar 1965 in Englburg) war ein deutscher Maler.

## Leben
Die Kinder- und Jugendjahre auf der Englburg, dem Gut seines Großvaters bzw. Onkels, prägten seine Erfahrungen nachhaltig. In vielen seinen späteren Werken, aber insbesondere auch in der Wahl seines Wohnsitzes war diese Landschaft des unteren bayerischen Waldes bestimmend. Bereits in dieser Zeit sind erste Malversuche belegt.
Von 1909 bis 1916 besuchte Wilhelm Niedermayer die Oberrealschule in Passau und wurde anschließend zum Kriegsdienst eingezogen. Anschließend studierte er ab 1918 Landwirtschaft an der TU München-Weihenstephan und schloss die Examen 1921 ab.
Parallel hörte er Vorlesungen über moderne Malerei insbesondere die französischen Impressionisten bei Popp. Nach dem Studium trat er in die Münchener Zeichen- und Malschule Moritz Heymann ein. Hier wurde er in der Akt-, Portrait- und Landschaftsmalerei unterrichtet. Danach setzte er seine Ausbildung bei Joseph Herrmannsdörfer und Peter Trumm fort.
Um sich ganz der Malerei hingeben zu können, zog Wilhelm Niedermayer fest nach München. In diesen „Bohème-Jahren“ lebte er im Kreis des Simplicissimus, der berühmten satirischen Zeitschrift des Albert-Langen-Verlags. Die finanzielle Situation war prekär.
Eine erste Ausstellung im Münchner Glaspalast machte ihn 1927 einer breiteren Öffentlichkeit bekannt.
Es folgten Studienreisen nach Ostfriesland, Worpswede, Böhmen, Italien und Dalmatien, aber erst im Pariser Studienaufenthalt 1926/1927 wurde die Beschäftigung mit Impressionismus und Expressionismus für sein Werk bestimmend.
Seit 1931 lebte Wilhelm Niedermayer in Englburg im sogenannten „Malerhäusl“. Im Jahr 1935 heiratete er Marianne Krazer.
In der streng realistischen Darstellung seiner Motive waren sozial- und gesellschaftskritische Elemente nicht zu verkennen. Deshalb stand er in der Zeit des Nationalsozialismus spätestens ab 1936 unter politischer Überwachung. Darüber hinaus war er von ständigen finanziellen Sorgen geplagt. Er war zwar Mitglied der Reichskammer der bildenden Künste, jedoch ist seine Teilnahme lediglich an der Ausstellung Der Bauer und sein Werk (1939 im Museum der bildenden Künste Leipzig) und 1943 mit einem Bild an der Großen Deutsche Kunstausstellung in München sicher belegt.
Als Gründungsmitglied der Donau-Wald-Gruppe zählte Wilhelm Niedermayer neben Hermann Erbe-Vogel, August Philipp Henneberger, Reinhold Koeppel, Walter Mauder, Heinz Theuerjahr und Georg Philipp Wörlen zu den Wegbereitern der künstlerischen Szene in Ostbayern nach dem Zweiten Weltkrieg. 1957 schuf er die 15 Kreuzwegstationen in der Kirche St. Florian Nammering, zu denen der Passauer Theologieprofessor Alois Winklhofer eigene Gebetstexte verfasste.
1963 wurden sein Werk und seine Verdienste mit dem Kulturpreis Ostbayern geehrt.

## Mitgliedschaften
- 1926 bis zur Auflösung 1938 Münchener Künstlerbund
- ab 1946 Donau-Wald Gruppe
- ab 1951 Neue Münchener Künstler-Genossenschaft

Wilhelm Niedermayer: Waldweg in der Dämmerung

## Künstlerische Würdigung
Der Spannungsbogen zwischen Impressionismus und Expressionismus, der in den Lehr- und Wanderjahren begründet wurde, hat das breite künstlerische Œuvre Wilhelm Niedermayers lebenslang geprägt. Immer wieder versuchte er den Brückenschlag zwischen diesen Stilrichtungen. In seinen stimmungsvollen Landschaften und charakterstarken Porträts lässt sich das gut nachspüren.
Die weite Linie, die dem Werk die Richtung gab, waren die Landschaft und die Charaktere des vorderen bayerischen Waldes. Die sanften Hügelketten, die Wälder und die in der Ferne grüßenden Berge des Bayerischen und Böhmerwaldes hat Wilhelm Niedermayer immer wieder zum Gegenstand von Bildern gemacht.
So entsteht Kunst, die im besten Sinne des Wortes „Heimatkunst“ (Klaus Schubert) ist und den Raum der Verwurzelung leuchten lässt.
Die Wilhelm-Niedermayer-Grund- und Mittelschule Tittling ist nach ihm benannt.

## Auswahl von Museen mit Werken von Wilhelm Niedermayer
- Museum der Stadt Regensburg
- Bayerische Staatsgemäldesammlung (Zweigmuseum Oberhaus Passau)
- Städtische Galerie München
- Niederösterreichisches Landesmuseum